# NGC 5791
NGC 5791 (другие обозначения — ESO 581-7, MCG -3-38-35, PGC 53516) — эллиптическая галактика (E6) в созвездии Весы.
Этот объект входит в число перечисленных в оригинальной редакции «Нового общего каталога».